# 北海道道750号真谷地沼の沢停車場線
北海道道750号真谷地沼の沢停車場線（ほっかいどうどう750ごう まやちぬまのさわていしゃじょうせん）は、北海道夕張市内を走る一般道道（北海道道）である。

## 概要
終点にあった駅名は「沼ノ沢」であるのに対し、路線名は当初から「沼の沢」となっている。

### 路線データ
- 起点：北海道夕張市真谷地
- 終点：北海道夕張市沼ノ沢（旧JR北海道 石勝線 沼ノ沢駅跡）
- 総延長：4.9km
- 重複区間：夕張市沼ノ沢（国道452号）

## 歴史
- 1972年（昭和47年）3月31日 路線認定[1]。

## 地理

### 通過する自治体
- 空知総合振興局
  - 夕張市

### 主な接続道路
夕張市
- 国道452号 - 沼ノ沢